# Ateucheta zatesima
Ateucheta zatesima là một loài bướm đêm thuộc phân họ Arctiinae, họ Erebidae.